# Johnnie Walker (acteur)
Pour les articles homonymes, voir Johnnie Walker (homonymie) et Walker.
Johnnie Walker (alias J. Walker, Johnny Walker, John Walker), né le 7 janvier 1894 à New York et mort le 5 décembre 1949 à New York, est un acteur américain qui a surtout tourné à l'époque du cinéma muet. Il a aussi produit et dirigé certains films.

## Filmographie

### comme acteur
- 1915 : Destruction
- 1915 : The Land of Adventure
- 1915 : Her Happiness
- 1915 : The Slavey Student : John Picket, le frère d'Alma
- 1915 : On the Wrong Track : John Carlton
- 1915 : Cartoons on Tour : Bob
- 1915 : On Dangerous Paths : Henry Mills
- 1915 : Cohen's Luck : David Moss
- 1915 : Won Through Merit : George Merrill
- 1915 : A Lucky Loser
- 1915 : The Bribe
- 1915 : The Girl of the Gypsy Camp : William Randolph
- 1916 : Toto of the Byways
- 1916 : Cheaters
- 1916 : The Girl Who Didn't Tell
- 1916 : Love's Masquerade
- 1916 : The Trail of Chance
- 1916 : Behind the Veil
- 1916 : The Man from Nowhere : Larry Ward
- 1917 : The Untamed
- 1917 : The Beautiful Impostor
- 1917 : The Seeds of Redemption
- 1917 : The Masked Cupid
- 1917 : The Mystery of My Lady's Boudoir
- 1918 : Entre l'amour et l'amitié (Brown of Harvard) : Jean
- 1918 : His Daughter Pays
- 1918 : The Knife : Hampton Gray
- 1918 : A Son of Strife : Mirko, le fils de Xenia
- 1919 : Impossible Catherine : Herbert Drake
- 1920 : Fantômas : Jack Meredith
- 1920 : Over the Hill to the Poorhouse : John adulte
- 1920 : Greater Than Fame (en) d'Alan Crosland : Clarence
- 1921 : The Jolt : Johnnie Stanton
- 1921 : What Love Will Do : Johnny Rowan
- 1921 : Play Square : Johnny Carroll
- 1921 : Live Wires : Bob Harding
- 1922 : The Third Alarm : Johnny McDowell
- 1922 : Captain Fly-by-Night : le premier étranger
- 1922 : My Dad : Tom O'Day
- 1922 : In the Name of the Law (en) d'Emory Johnson : Johnnie O'Hara (à 20 ans)
- 1922 : The Sagebrush Trail : Neil (le frère de Mary)
- 1922 : Extra! Extra! : Barry Price
- 1923 : Fashionable Fakers : Thaddeus Plummer
- 1923 : The Mailman : Johnnie
- 1923 : Red Lights de Clarence G. Badger : John Blake
- 1923 : Shattered Reputations : Henry Wainright
- 1923 : Broken Hearts of Broadway : George Colton
- 1923 : Children of the Dust : Terwilliger (adulte)
- 1923 : The Fourth Musketeer : Brien O'Brien
- 1924 : Galloping Hoofs : David Kirby
- 1924 : Life's Greatest Game : Jackie Donovan Jr. (à 20 ans)
- 1924 : The Slanderers : Johnny Calkins
- 1924 : Wine of Youth : William (prologue de 1870)
- 1924 : Girls Men Forget : Russell Baldwin
- 1924 : The Spirit of the USA : Johnnie Gains
- 1925 : Soiled : Wilbur Brown
- 1925 : Children of the Whirlwind : Larry Brainerd
- 1925 : The Scarlet West : Lieutenant Parkman
- 1925 : Lena Rivers : Durward Belmont
- 1925 : Lilies of the Streets : John Harding
- 1925 : La danseuse folle (The Mad Dancer) : Keith Arundel
- 1925 : The Reckless Sex : Robert Lanning Jr
- 1926 : Fangs of Justice : Terry Randall
- 1926 : Lightning Reporter
- 1926 : Vaincre ou mourir (Old Ironsides) : Lieutenant Stephen Decatur
- 1926 : Honesty - The Best Policy : Robert Dore
- 1926 : Morganson's Finish : Dick Gilbert
- 1926 : The Earth Woman : John Mason
- 1926 : Transcontinental Limited : Johnnie Lane
- 1927 : Cross Breed : Andy Corwin
- 1927 : Pretty Clothes : Russell Thorpe
- 1927 : The Flag: A Story Inspired by the Tradition of Betsy Ross : Charles Brandon
- 1927 : A Boy of the Streets : Ned Dugan
- 1927 : The Clown de William James Craft : Bob Stone
- 1927 : The Swell-Head : Bill O'Rourke
- 1927 : Where Trails Begin : Gordon Ramsey
- 1927 : Rose of the Bowery
- 1927 : Held by the Law : Tom Sinclair
- 1927 : Le secret du désert (The Snarl of Hate) : Charles Taylor/Robert Taylor
- 1927 : The Princess on Broadway : Leon O'Day
- 1927 : Wolves of the Air : Bob Warne
- 1928 : Vultures of the Sea
- 1928 : Bessie à Broadway (The Matinee Idol) : Don Wilson, alias Harry Mann
- 1928 : Un punch à l'estomac (So This Is Love?) de Frank Capra : Spike Mullins
- 1928 : Bare Knees : Paul Gladden
- 1930 : The Girl of the Golden West : Nick
- 1930 : Ladies in Love : Harry King
- 1930 : Femmes de luxe (Ladies of Leisure) de Frank Capra : Charlie
- 1930 : The Swellhead : Bill 'Cyclone' Hickey
- 1930 : Melody Man : Joe Yates
- 1931 : Enemies of the Law : Larry Marsh
- 1935 : Rivaux (Under Pressure) de Raoul Walsh

### comme réalisateur
- 1920 Bachelor Apartments
- 1933 Mr. Broadway

### comme producteur
- 1933 Mr. Broadway
- 1935 The Yiddish King Lear
- 1939 Back Door to Heaven